# Gwishin
Los Gwishin o  Gwisin (귀신) son los fantasmas dentro de la cultura folklórica coreana, similares a los Yogoe (요괴), que normalmente son personas que han fallecido. Se pueden encontrar en muchos sitios, entre los más comunes; edificios abandonados, casas, cementerios, colegios, etc. Cuando una persona muere antes de acabar algo que tenía que hacer, su espíritu vuelve a la tierra para terminar su cometido.